# Malans (Haute-Saône)
Pour les articles homonymes, voir Malans.
Malans est une commune française située dans le département de la Haute-Saône, la région culturelle et historique de Franche-Comté et la région administrative Bourgogne-Franche-Comté.

### Communes limitrophes

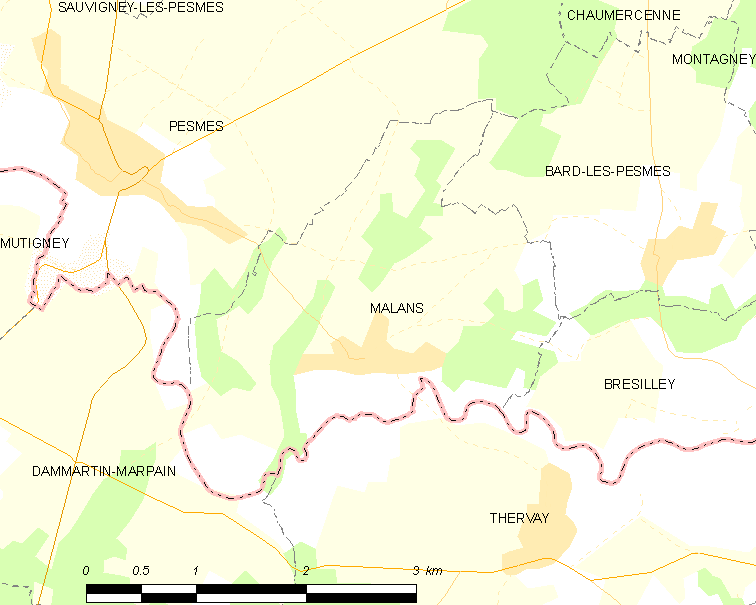
Carte de la commune de Malans et des proches communes.

## Géographie
Avec la commune voisine de Bresilley, Malans est la commune la plus dans le sud de département de la Haute-Saône

### Hydrologie
La commune est traversée par l'Ognon, affluent de la Saône.

### Climat
Pour des articles plus généraux, voir Climat de la Bourgogne-Franche-Comté et Climat de la Haute-Saône.
En 2010, le climat de la commune est de type climat océanique dégradé des plaines du Centre et du Nord, selon une étude du Centre national de la recherche scientifique s'appuyant sur une série de données couvrant la période 1971-2000. En 2020, Météo-France publie une typologie des climats de la France métropolitaine dans laquelle la commune est exposée à un climat semi-continental et est dans une zone de transition entre les régions climatiques « Lorraine, plateau de Langres, Morvan » et « Jura ». 
Pour la période 1971-2000, la température annuelle moyenne est de 10,4 °C, avec une amplitude thermique annuelle de 17,6 °C. Le cumul annuel moyen de précipitations est de 920 mm, avec 12,5 jours de précipitations en janvier et 8,6 jours en juillet. Pour la période 1991-2020, la température moyenne annuelle observée sur la station météorologique de Météo-France la plus proche, « Cugney », sur la commune de Cugney à 15 km à vol d'oiseau, est de 11,2 °C et le cumul annuel moyen de précipitations est de 958,2 mm. 
La température maximale relevée sur cette station est de 40 °C, atteinte le 31 juillet 2020 ; la température minimale est de −17 °C, atteinte le 20 décembre 2009,,. 
Les paramètres climatiques de la commune ont été estimés pour le milieu du siècle (2041-2070) selon différents scénarios d'émission de gaz à effet de serre à partir des nouvelles projections climatiques de référence DRIAS-2020. Ils sont consultables sur un site dédié publié par Météo-France en novembre 2022.

## Urbanisme

### Typologie
Au 1er janvier 2024, Malans est catégorisée commune rurale à habitat dispersé, selon la nouvelle grille communale de densité à sept niveaux définie par l'Insee en 2022.
Elle est située hors unité urbaine. Par ailleurs la commune fait partie de l'aire d'attraction de Besançon, dont elle est une commune de la couronne,. Cette aire, qui regroupe 310 communes, est catégorisée dans les aires de 200 000 à moins de 700 000 habitants,.

### Occupation des sols
L'occupation des sols de la commune, telle qu'elle ressort de la base de données européenne d’occupation biophysique des sols Corine Land Cover (CLC), est marquée par l'importance des territoires agricoles (70,1 % en 2018), une proportion identique à celle de 1990 (70,1 %). La répartition détaillée en 2018 est la suivante : 
terres arables (50,8 %), forêts (24,6 %), prairies (19,4 %), zones urbanisées (5,2 %). L'évolution de l’occupation des sols de la commune et de ses infrastructures peut être observée sur les différentes représentations cartographiques du territoire : la carte de Cassini (XVIIIe siècle), la carte d'état-major (1820-1866) et les cartes ou photos aériennes de l'IGN pour la période actuelle (1950 à aujourd'hui).

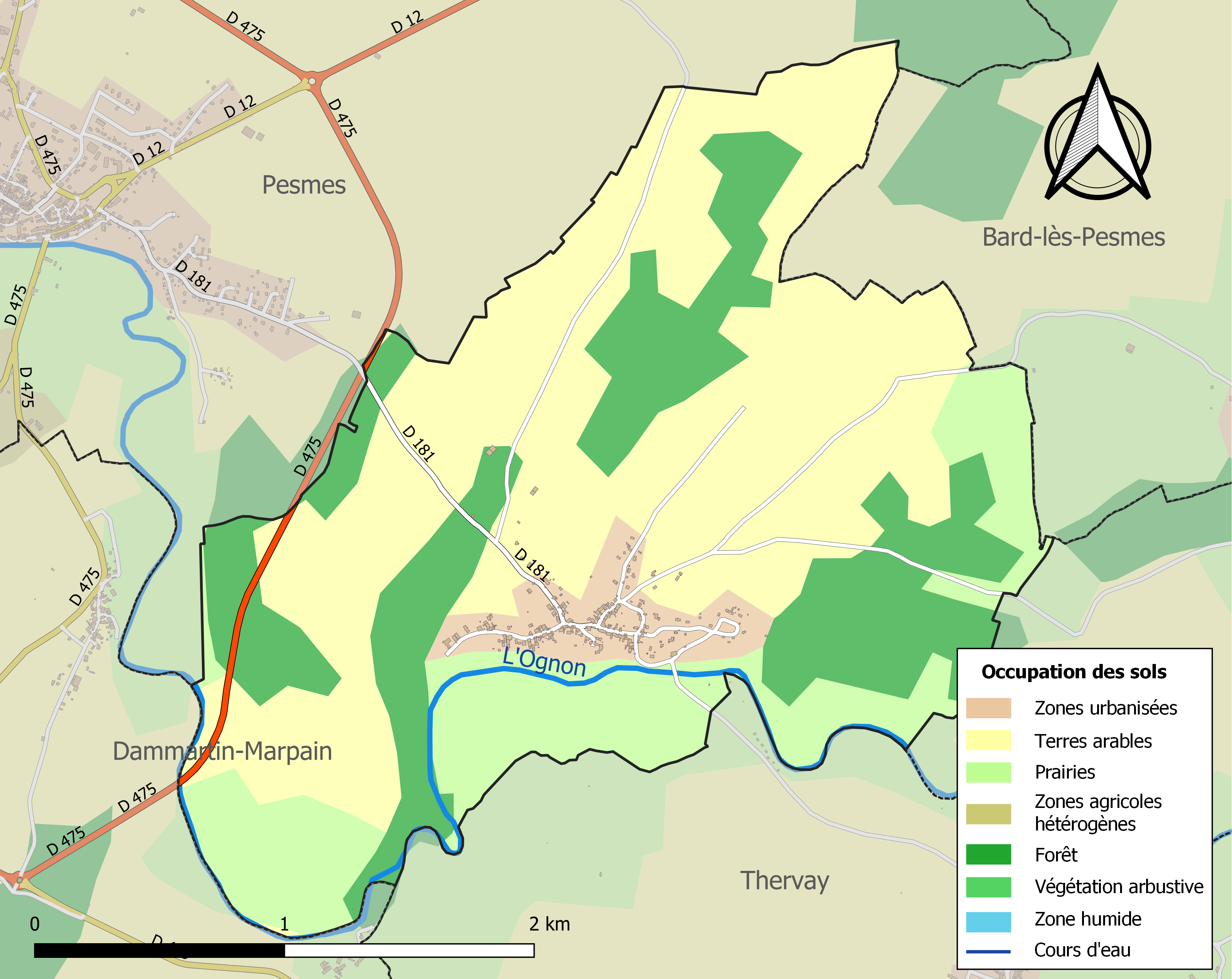
Carte des infrastructures et de l'occupation des sols de la commune en 2018 (CLC).

## Politique et administration

### Rattachements administratifs et électoraux
La commune fait partie de l'arrondissement de Vesoul du département de la Haute-Saône, en région Bourgogne-Franche-Comté. Pour l'élection des députés, elle dépend de la première circonscription de la Haute-Saône.
Elle faisait partie depuis 1793 du canton de Pesmes. Dans le cadre du redécoupage cantonal de 2014 en France, la commune est désormais rattachée au canton de Marnay.

### Intercommunalité
La commune faisait partie de la petite communauté de communes du val de Pesmes, créée par un arrêté préfectoral du 12 décembre 2002, et qui prenait la suite du Syndicat intercommunal de développement et d’aménagement du canton de Pesmes.
Dans le cadre des dispositions de la loi portant nouvelle organisation territoriale de la République (Loi NOTRe) du 7 août 2015, qui prévoit que les établissements publics de coopération intercommunale (EPCI) à fiscalité propre doivent avoir un minimum de 15 000 habitants (et 5 000 habitants en zone de montagnes), le préfet de la Haute-Saône a présenté en octobre 2015 un projet de révision du schéma départemental de coopération intercommunale (SDCI) qui prévoit notamment la scission de cette communauté de communes et le rattachement de certaines de ses communes à la communauté de communes du Val marnaysien et les autres communes à celle du Val de Gray,.
Malgré l'opposition du Val de Pesmes, le SDCI définitif, approuvé par le préfet le 30 mars 2016, a prévu l'extension : 
- du Val Marnaysien aux communes de Bard-lès-Pesmes, Berthelange, Brésilley, Chancey, Chaumercenne, Courcelles-Ferrières, Corcondray, Etrabonne, Ferrières-les-Bois, Malans, Mercey-le-Grand, Montagney, Motey-Besuche, Villers-Buzon, portant le nouvel ensemble à 13 784 habitants, selon le recensement de 2013 ;
- Val de Gray aux communes d'Arsans, Broye-Aubigney-Montseugny, Chevigney, La Grande-Résie, La Résie-Saint-Martin, Lieucourt, Pesmes, Sauvigney-lès-Permes, Vadans, Valay et Venère, portant le nouvel ensemble à 20 807 habitants[18].

C'est ainsi que la commune est désormais membre depuis le  1er janvier 2017 de la communauté de communes du Val Marnaysien.

### Liste des maires
| Période                                  | Période                       | Identité         | Étiquette | Qualité  |
| ---------------------------------------- | ----------------------------- | ---------------- | --------- | -------- |
| Les données manquantes sont à compléter. |                               |                  |           |          |
| 1947                                     | 1953                          | Emile Menetrey   |           |          |
| 1953                                     | 1959                          | Léon Ecoffet     |           |          |
| 1959                                     | 1971                          | Georges Bonnotte |           |          |
| 1971                                     | mars 2008                     | Bernard Schutz   | DVD       |          |
| mars 2008                                | 2014                          | Jean-Luc Berceot |           |          |
| 2014                                     | En cours (au 27 octobre 2016) | Michel Gaugry    |           | Retraité |

## Démographie
L'évolution du nombre d'habitants est connue à travers les recensements de la population effectués dans la commune depuis 1793. Pour les communes de moins de 10 000 habitants, une enquête de recensement portant sur toute la population est réalisée tous les cinq ans, les populations de référence des années intermédiaires étant quant à elles estimées par interpolation ou extrapolation. Pour la commune, le premier recensement exhaustif entrant dans le cadre du nouveau dispositif a été réalisé en 2005.

En 2022, la commune comptait 136 habitants, en évolution de +3,03 % par rapport à 2016 (Haute-Saône : −1,4 %, France hors Mayotte : +2,11 %).
| 1793 | 1800 | 1806 | 1821 | 1831 | 1836 | 1841 | 1846 | 1851 |
| ---- | ---- | ---- | ---- | ---- | ---- | ---- | ---- | ---- |
| 436  | 411  | 448  | 424  | 511  | 515  | 520  | 511  | 510  |

| 1856 | 1861 | 1866 | 1872 | 1876 | 1881 | 1886 | 1891 | 1896 |
| ---- | ---- | ---- | ---- | ---- | ---- | ---- | ---- | ---- |
| 432  | 462  | 444  | 464  | 422  | 406  | 402  | 363  | 346  |

| 1901 | 1906 | 1911 | 1921 | 1926 | 1931 | 1936 | 1946 | 1954 |
| ---- | ---- | ---- | ---- | ---- | ---- | ---- | ---- | ---- |
| 312  | 288  | 255  | 187  | 203  | 179  | 101  | 153  | 145  |

| 1962 | 1968 | 1975 | 1982 | 1990 | 1999 | 2005 | 2006 | 2010 |
| ---- | ---- | ---- | ---- | ---- | ---- | ---- | ---- | ---- |
| 142  | 148  | 126  | 153  | 125  | 121  | 129  | 127  | 134  |

| 2015 | 2020 | 2022 | - | - | - | - | - | - |
| ---- | ---- | ---- | - | - | - | - | - | - |
| 132  | 134  | 136  | - | - | - | - | - | - |

## Culture locale et patrimoine

### Lieux et monuments
- Château de Malans, de style Renaissance datant du XVe siècle rénové au XXe[25],[26] : belle demeure de 25 pièces avec remise à calèches. Ce château serait l'un des seuls en France à avoir deux fresques dans la salle d'eau classées par les monuments historiques.
- Château Sainte-Marie et le parcours de sculptures contemporaines d’Ile Art[27], créé par Andréa et Dorothy Malaer, Denis Perez, Arlette Maréchal et les élus municipaux[28], et ouvert en 2013 au lieu-dit des « carrières », qui jouxte le parc du château[29].
- Église Saint-Laurent (1780 et milieu XIXe) avec clocher comtois[30].
- Maison vigneronne à tours.

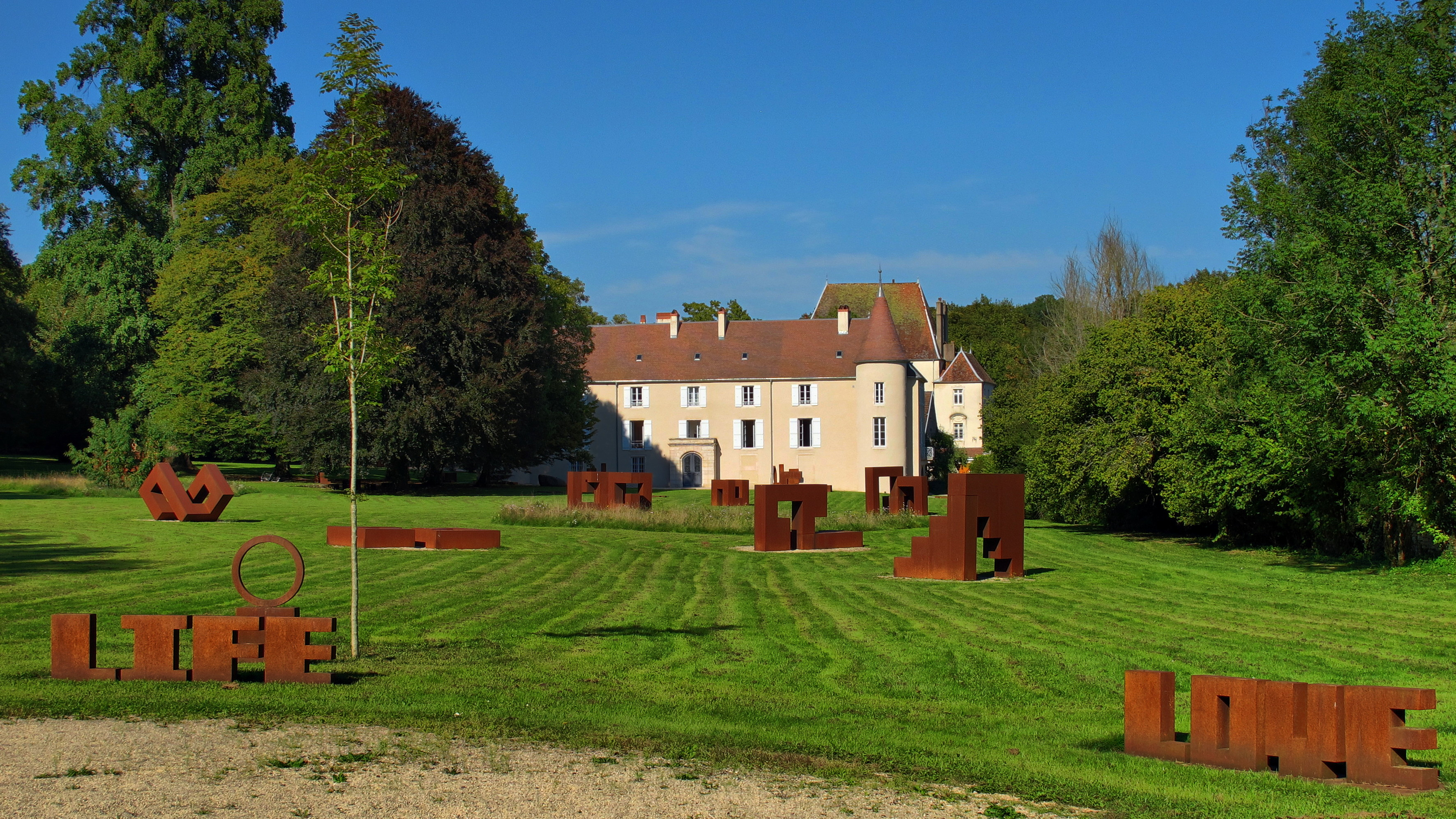
Le château Sainte Marie et le parc aux sculptures.
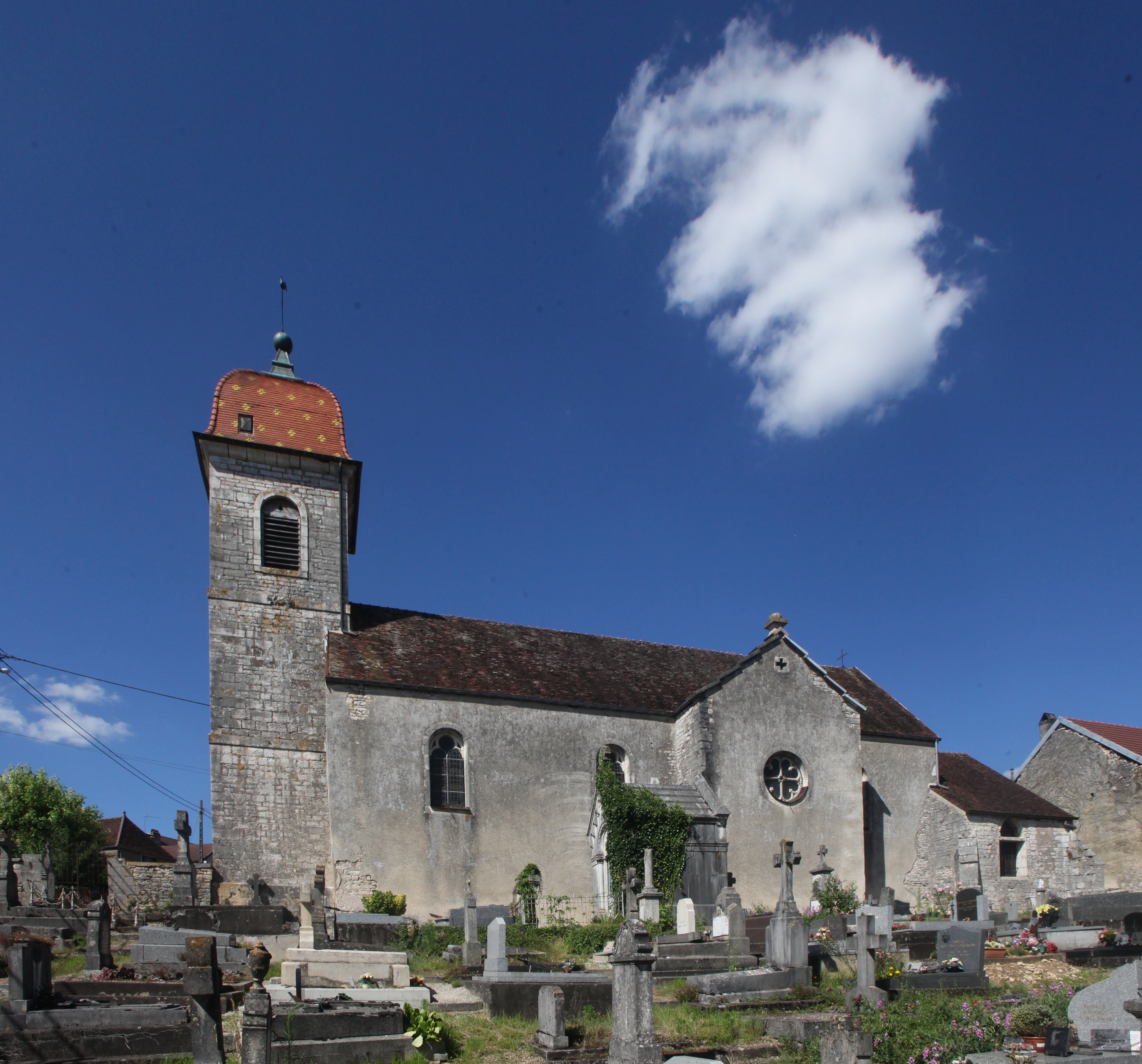
Église.
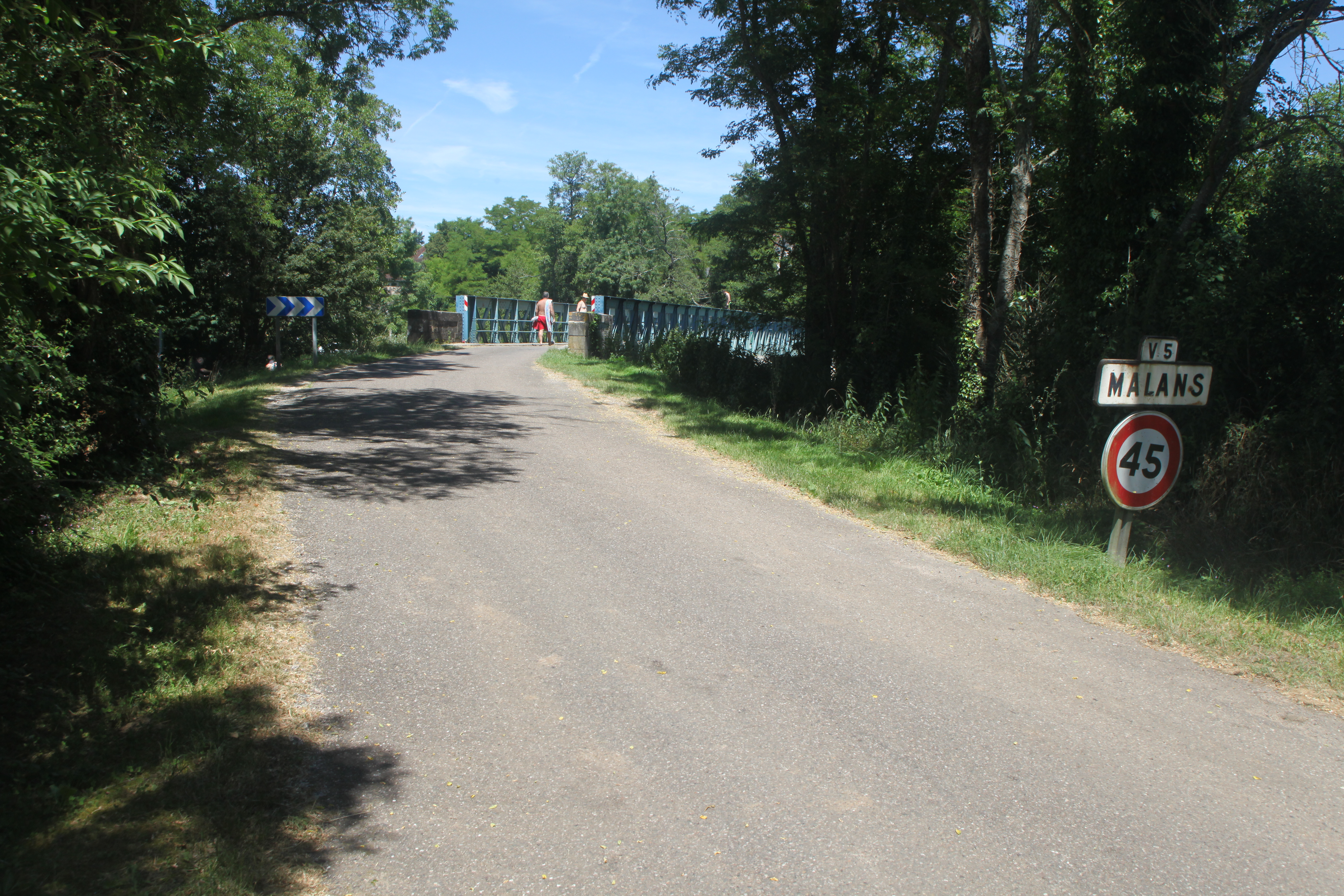
Entrée du village.
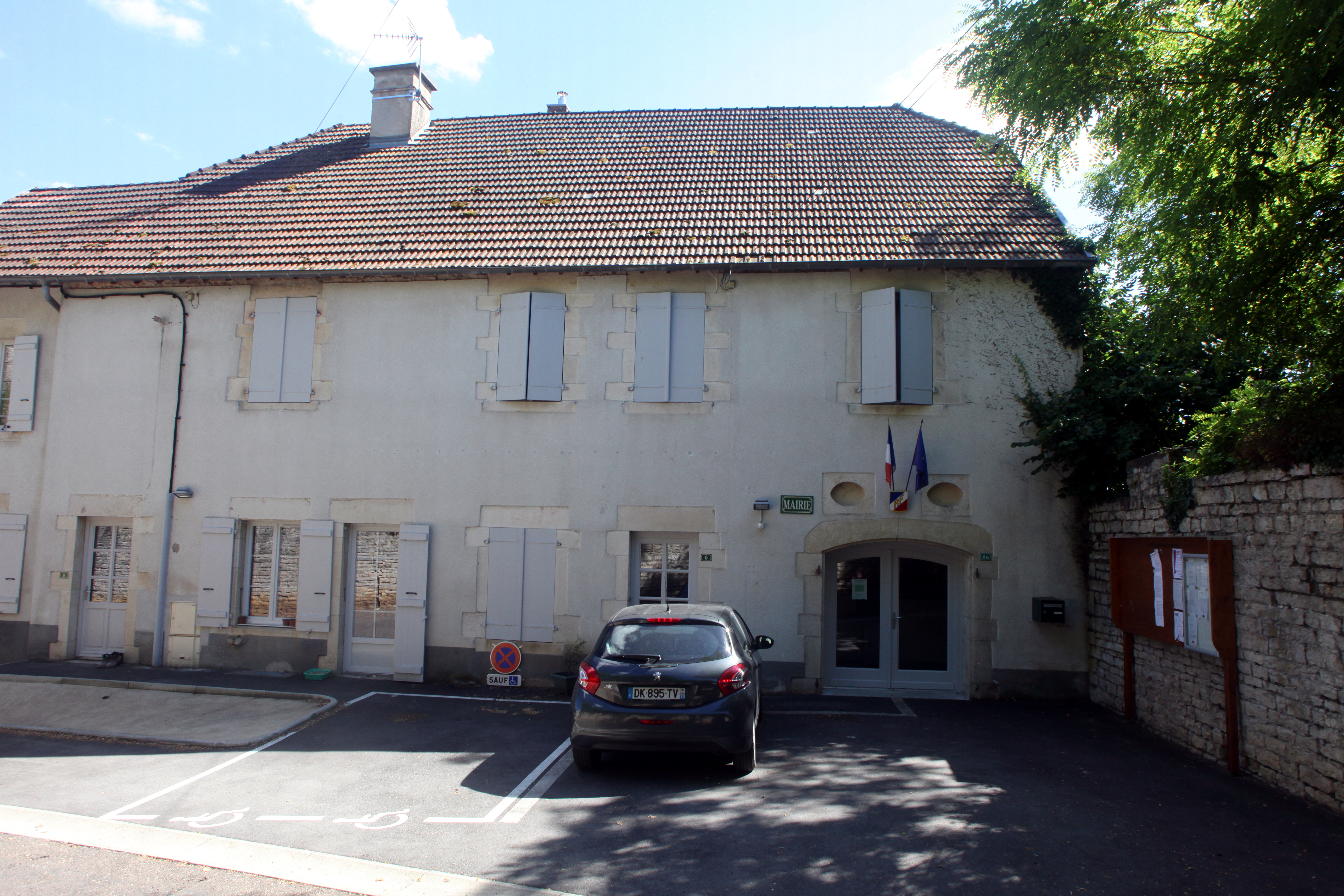
Mairie.
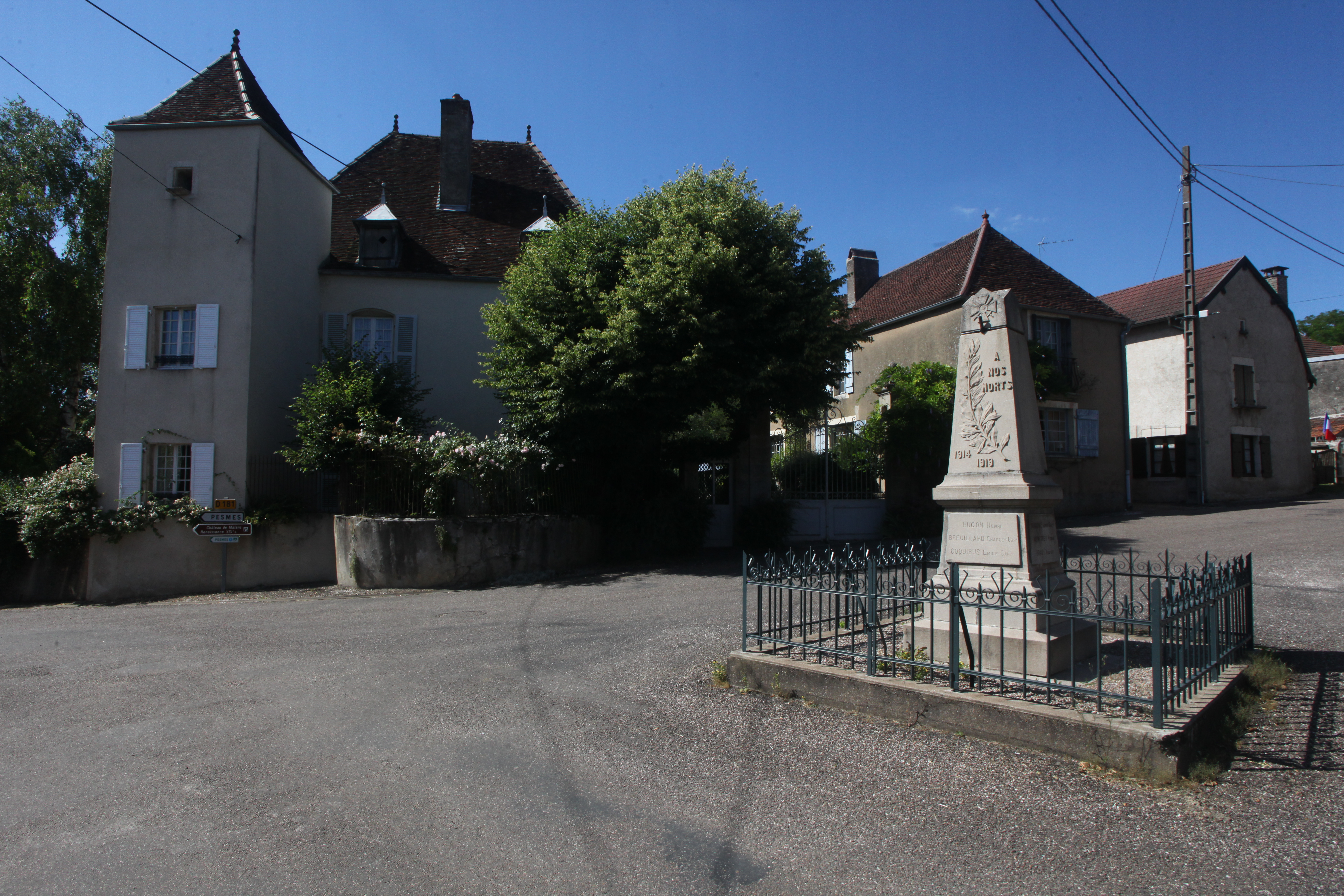
Monument aux morts.

- Anciennes carrières.
- Pont sur l'Ognon.
- Ancien moulin à eau, inutilisé depuis 1961[31].
- Fontaine-lavoir construite en 1867 d'après les plans de Jean-Baptiste Bertrand, architecte, par l'entrepreneur Guillemin[32].
- Maisons et fermes des XVIIe  au  XIXe siècle[33].

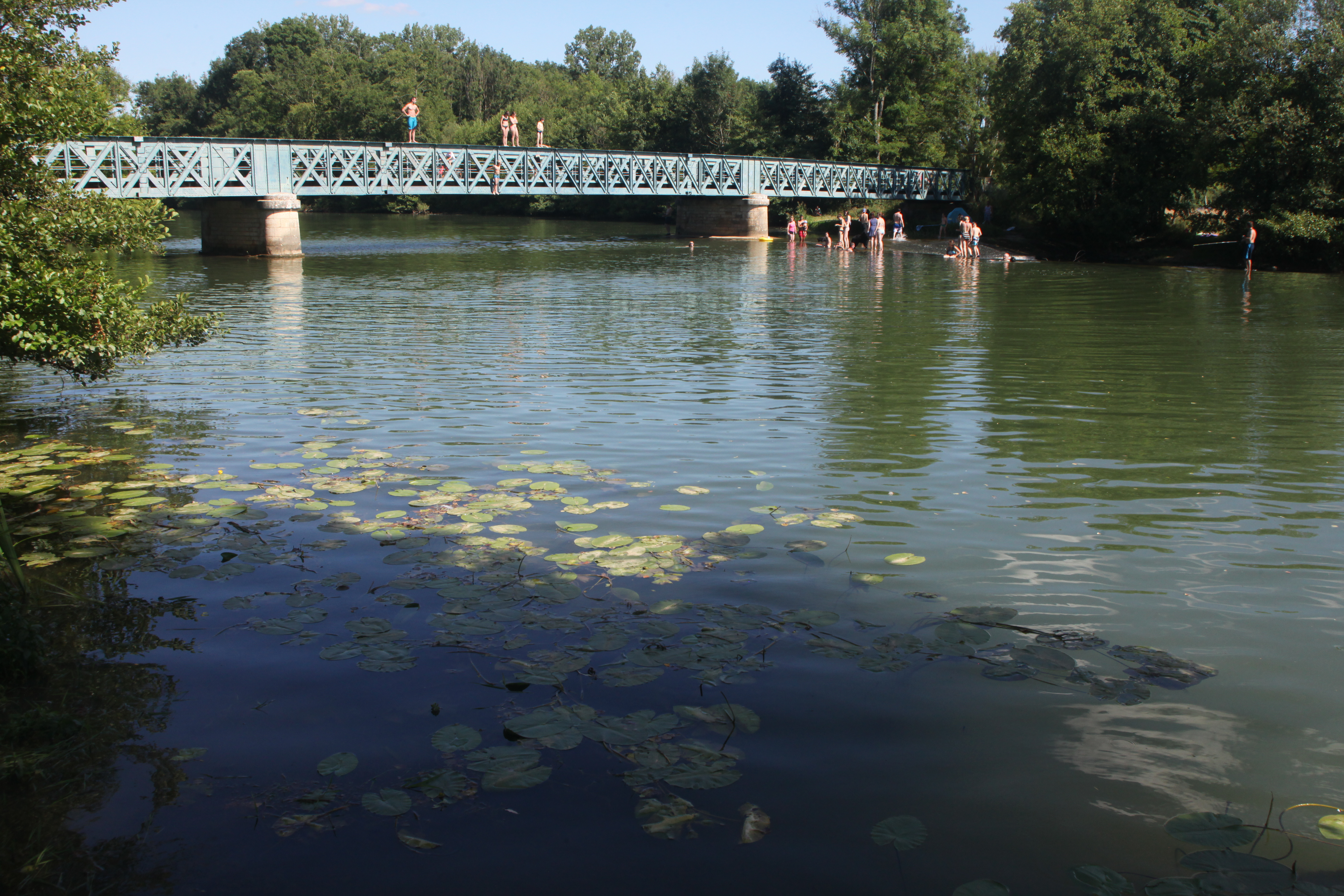
Pont sur l'Ognon.
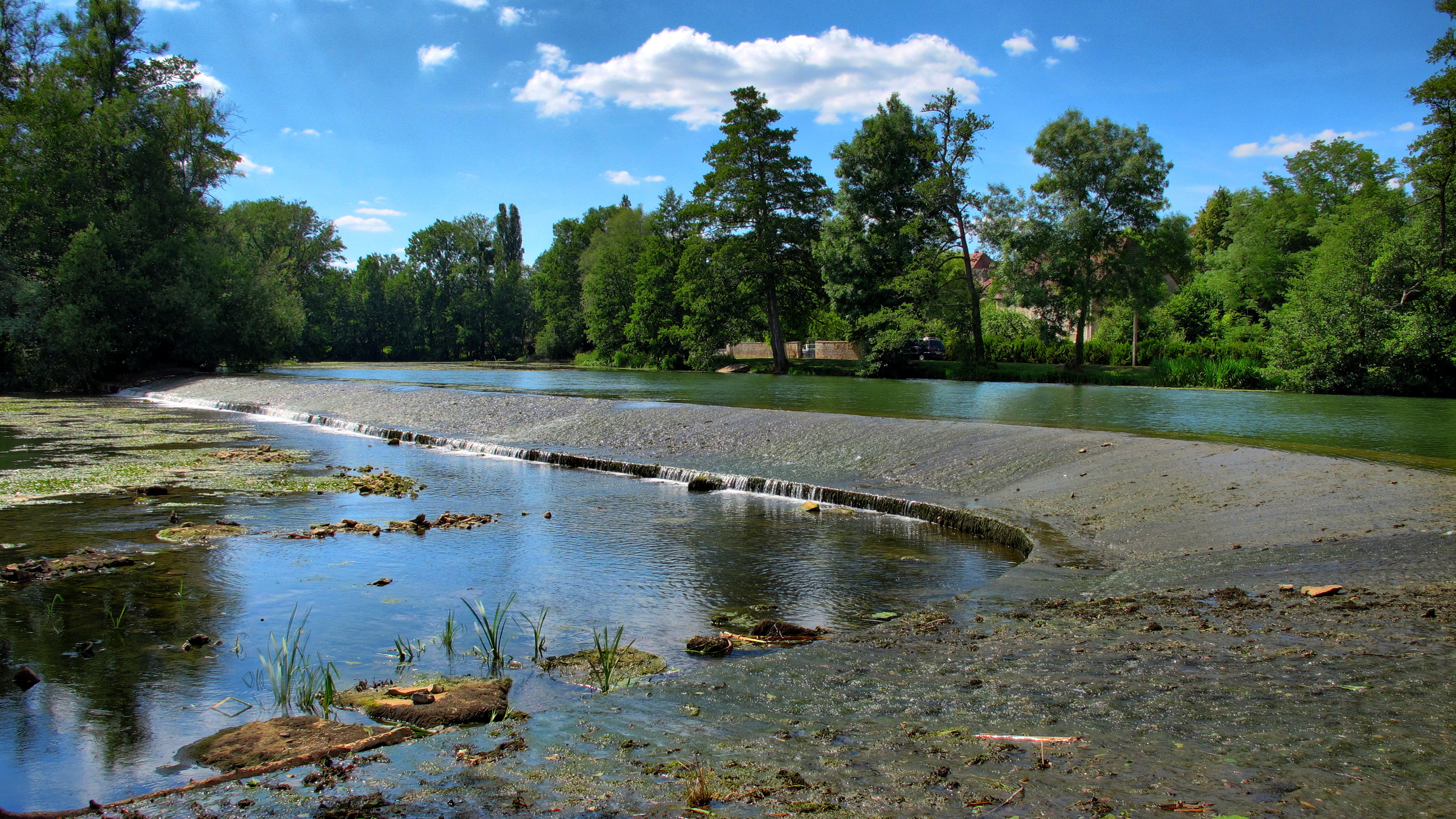
Le barrage sur l'Ognon.
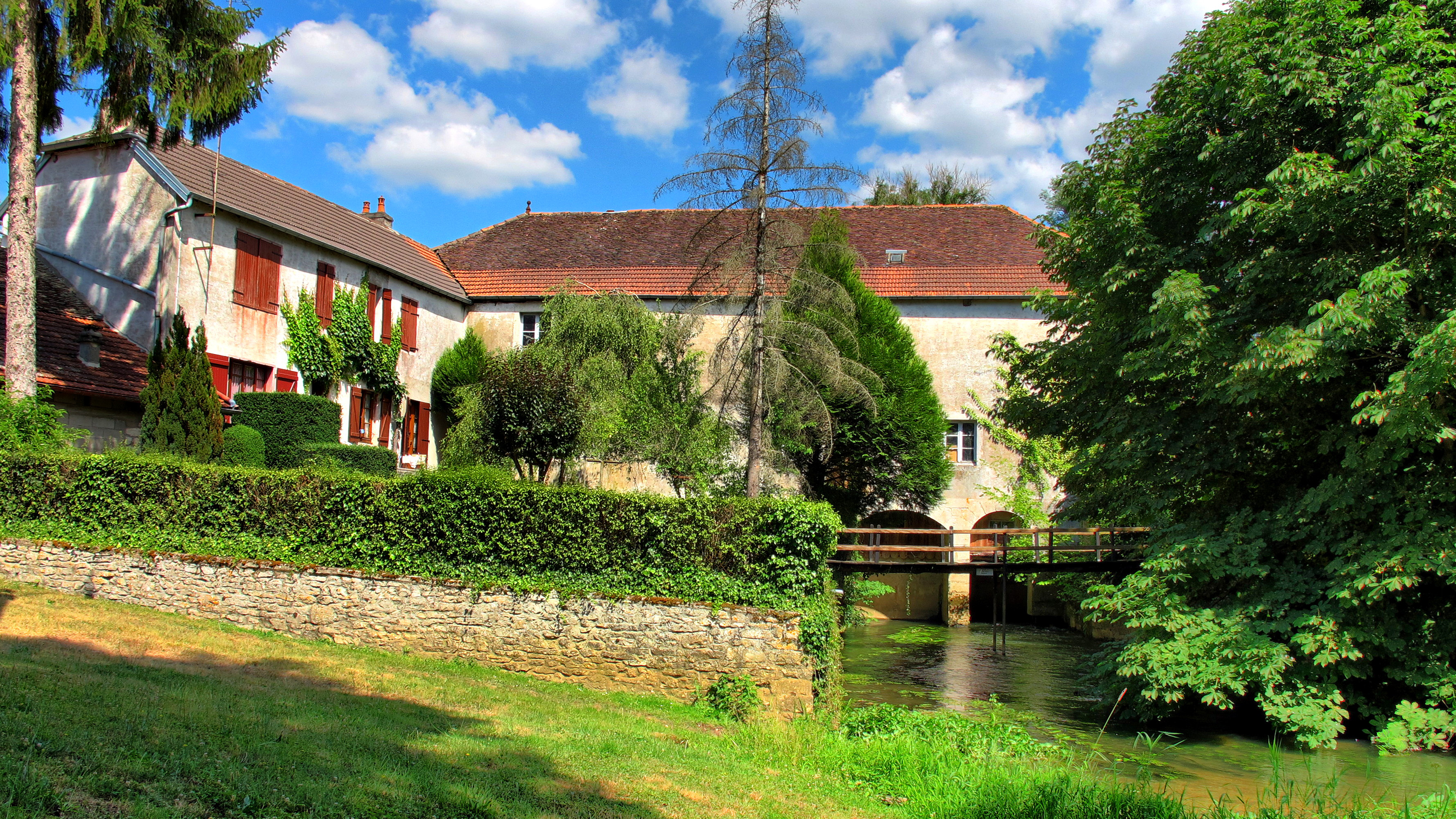
Le moulin sur l'Ognon.
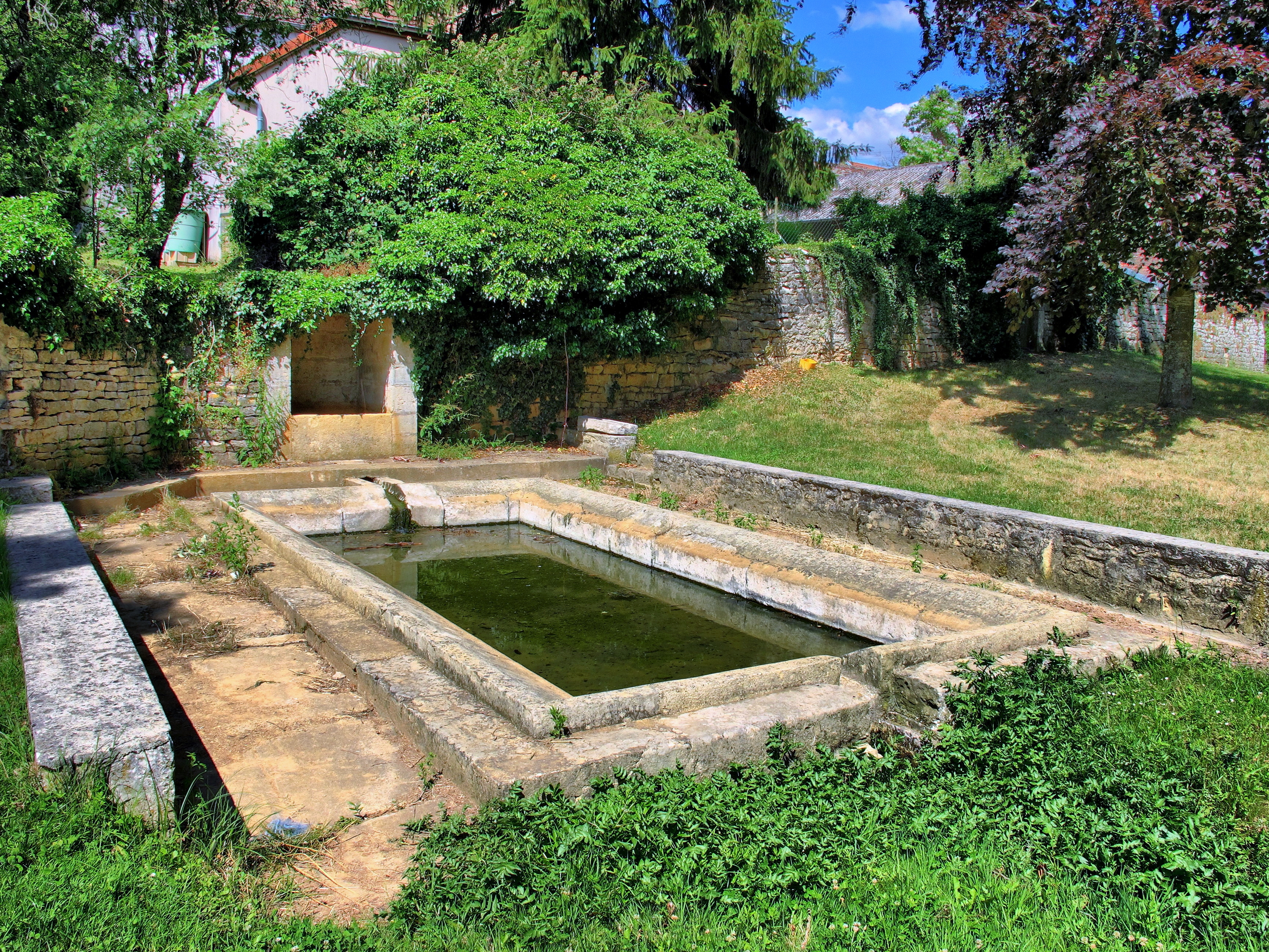
La fontaine-lavoir.

### Personnalités liées à la commune
- Comte de Lallemand, ambassadeur de Napoléon III en Chine, décédé en 1882, résident du château de Malans.
- Émile Coquibus (1874-1915), officier de l'armée française et photographe, est né à Malans.
- Serge Dalens (1910-1998), auteur de nombreux romans de jeunesse parus dans la collection Signe de Piste dont le cycle Le Prince Éric, est enterré à Malans.
- Jean-Louis Foncine (1912-2005), auteur français de romans pour la jeunesse, est enterré à Malans.
- Denise Barbier, institutrice, assassinée dans l'école de Malans par les Nazis le 1er avril 1941, à l'âge de 26 ans. L'association du Souvenir Français a déposé une demande afin que Denise Barbier soit reconnue "Morte pour la France"[34].